# Euhybus baropeodes
Euhybus baropeodes är en tvåvingeart som beskrevs av Axel Leonard Melander 1927. Euhybus baropeodes ingår i släktet Euhybus och familjen puckeldansflugor.
Artens utbredningsområde är Ontario. Inga underarter finns listade i Catalogue of Life.